# Темениця
Темениця (біл. вёска Цеменіца) — село в складі Молодечненського району Мінської області, Білорусь. Село підпорядковане Лебедівській сільській раді, розташоване в західній частині області.